# 佐々木茂
佐々木 茂（ささき しげる、1959年 - ）は、高崎経済大学の教授。商学博士。専門は流通経済、マーケティングなど。

## 来歴
- 1983年 明治大学商学部卒業。
- 2001年 高崎経済大学の教授になる。

## 著書
- 『流通システム論の新視点 : トータル流通システムの構築に関する研究』ぎょうせい、2003年。
- 他編著『地域政策を考える : 2030年へのシナリオ』勁草書房、2009年。
- 他著『地域経営の課題解決 : 震災復興、地域ブランドそして地域産業連関表』同友館、2013年。
- 他編著『地域マーケティングの核心』同友館、2014年。
- 他編著『産業復興の経営学』同友館、2017年。
- 余暇ツーリズム学会編『「おもてなし」を考える : 余暇学と観光学による多面的検討』創文、2019年。